# Дијего де Арана
Дијего де Арана (1468-1493), маршал флоте на првом Колумбовом путовању и заповедник тврђаве Ла Навидад, прве европске насеобине у Америци.

## Биографија
Родом из Кордобе, Дијего де Арана је био рођак Беатриз Енрикез де Арана, Колумбове љубавнице и мајке другог Адмираловог сина, Фернанда. Као маршал Колумбовог главног брода, Санта Марије, 1492. године, Арана је био признат као главни маршал флоте са општим овлашћењима над маршалима других бродова у флоти (сваки брод је имао маршала одговорног за одржавање реда, решавање спорова међу посадом и кажњавање прекршилаца).
Током нагомилавања бунтовних осећања међу неким члановима посада сва три брода у напетим данима пре искрцавања у Гванахани (Сан Салвадор), Арана је изгледа заслужио Колумбово поверење. Истражујући северну обалу великог острва које је назвао Ла Еспањола (Хиспањола), Колумбо је послао Арану на обалу са преводиоцем да уручи поклон локалном кацику (поглавици) и да се распита за злато. Неколико дана касније, када се Санта Марија насукала и разбила на гребен, Колумбо је одлучио да изгради тврђаву, коју је назвао Ла Навидад, у којој ће остати као посада чланови посаде из Санта Марије и Нине. За команданта насеља одредио је Арану. Када су се бродови Колумбовог другог путовања 1493. вратили у Ла Навидад, Колумбо је сазнао да су Аранина два официра формирала банду незадовољника која је напустила тврђаву да пљачка од локалних Индијанаца злато и жене. Важан локални поглавица, Каонабо, је побио пљачкаше и напао тврђаву. Иако уз помоћ пријатељског поглавице, Гваканагари, Арана и десеторица људи са њим су убијени.